# Idioma proto-tocario
El proto-tocario es la protolengua reconstruida de la extinta rama Tocaria de las lenguas indoeuropeas.
Proto-tocario es el ancestro reconstruido no comprobado de una rama extinta del mismo nombre indoeuropeo, conocido por manuscritos que datan del siglo V al VIII d. C., que se encontraban en el extremo norte de la cuenca del Tarim y el desierto de Lop. El descubrimiento de esta familia de lenguas a principios del siglo XX contradijo la idea anteriormente prevaleciente de una división este-oeste de la familia de lenguas indoeuropeas en la isoglosa centum-satem, y provocó un estudio revitalizado de la familia.
Los documentos registran dos lenguas estrechamente relacionadas, llamadas tocario A (también tocario oriental, agneano o turfaniano) y tocario B (tocario occidental o kucheano). El tema de los textos sugiere que el tocario A era más arcaico y se usaba como lengua litúrgica budista , mientras que el tocario B se hablaba más activamente en toda el área desde Turfán en el este hasta Tumshuke en el oeste. Un conjunto de préstamos y nombres encontrados en documentos prácritos de la cuenca de Lop Nor han sido denominados Tocario C (kroränian). Un supuesto hallazgo de diez textos Tocarios C escritos en escritura Kharoṣṭhī ha sido desacreditado.
El tocario A y el tocario B, las dos principales lenguas descendientes del proto-tocario, son mutuamente ininteligibles, lo que llevó a los lingüistas a pensar que la división del proto-tocario en varias ramas se produjo hace varios milenios. Como parte de la misma familia lingüística, los académicos estudian juntos las lenguas tocarias y su ancestro común.

## Fonológia
Fonéticamente, el proto-tocario es "centum" de las lenguas indoeuropeas, lo que significa que fusiona las consonantes palatovelar (*ḱ, *ǵ, *ǵʰ) del protoindoeuropeo con las velares simples (*k, *g, *gʰ). en lugar de palatalizarlos hasta convertirlos en africadas o sibilantes. Las lenguas centum se encuentran principalmente en Europa occidental y meridional (griega, cursiva, celta, germánica). En ese sentido, el proto-tocario (hasta cierto punto como el griego y las lenguas de Anatolia) parece haber sido un aislamiento en las regiones fonéticas "satem" (es decir, palatovelar a sibilante) de las poblaciones de habla indoeuropea. El descubrimiento de las lenguas tocarias contribuyó a las dudas de que el protoindoeuropeo se hubiera dividido originalmente en ramas occidental y oriental; Hoy en día, la división centum-satem no se considera una división familiar real.

### Vocales
|          | Anteriores | Centrales | Posteriores |
| -------- | ---------- | --------- | ----------- |
| Cerradas | i /i/      | ä /ɨ/     | u /u/       |
| Medias   | ẹ /e/      | a /ə/     | ọ /o/       |
| Abiertas | e /ɛ/      | ā /a/     | o /ɔ/       |

Tenga en cuenta que, aunque tanto el Tocario A como el Tocario B tienen el mismo conjunto de vocales, a menudo no se corresponden entre sí. Por ejemplo, el sonido a no apareció en proto-tocario. El tocario B a se deriva de la antigua ä acentuada o ā átona (reflejada sin cambios en el tocario A), mientras que el tocario A a proviene del proto-tocario /ɛ/ o /ɔ/ (reflejado como /e/ y /o/ en el tocario B) , y Tocario A e y o provienen en gran medida de la monoftongización de antiguos diptongos (todavía presentes en Tocario B).

### Consonantes
La siguiente tabla enumera los fonemas reconstruidos en proto-tocario junto con su transcripción estándar. Debido a que sus descendientes están escritos en un alfabeto usado originalmente para el sánscrito y sus descendientes, la transcripción de los sonidos se basa directamente en la transcripción de los sonidos sánscritos correspondientes. El alfabeto tocario también tiene letras que representan todos los sonidos sánscritos restantes, pero estos aparecen sólo en préstamos sánscritos y no se cree que hayan tenido pronunciaciones distintas en tocario. Existe cierta incertidumbre en cuanto a la pronunciación real de algunas de las letras, particularmente aquellas que representan obstruyentes palatalizadas (ver más abajo).
|                        | Bilabiales | Alveolares | Alveolo-palatales | Palato-alveolares? | Palatales | Velares | Labializadas velares |
| ---------------------- | ---------- | ---------- | ----------------- | ------------------ | --------- | ------- | -------------------- |
| Oclusivas              | p /p/      | t /t/      | c /tɕ/?2          |                    |           | k /k/   |                      |
| Africadas              |            | ts /ts/    |                   |                    |           |         |                      |
| Fricativas             |            | s /s/      | ś /ɕ/             | ṣ /ʃ/?3            |           |         |                      |
| Nasales                | m /m/      | n ṃ /n/1   |                   |                    | ñ /ɲ/     | ṅ /ŋ/4  |                      |
| Vibrante múltiple      |            | r /r/      |                   |                    |           |         |                      |
| Aproximantes           |            |            |                   |                    | y /j/     |         | w /w/                |
| Aproximantes laterales |            | l /l/      |                   |                    | ly /ʎ/    |         |                      |

1. /n/ se transcribe mediante dos letras diferentes en el alfabeto tocario dependiendo de la posición. Según las letras correspondientes en sánscrito, estas se transcriben ṃ (final de palabra, incluso antes de ciertos clíticos) y n (en otros lugares), pero ṃ representa /n/, no /m/.
2. Se cree que el sonido escrito c corresponde a una oclusiva palatal c en sánscrito. La pronunciación tocaria /tɕ/ es sugerida por la aparición común del grupo śc, pero la pronunciación exacta no se puede determinar con certeza.
3. El sonido escrito ṣ corresponde a la sibilante retrofleja ʂ en sánscrito, pero parece más probable que haya sido una sibilante palato-alveolar ʃ (como en inglés "ship" o en la variedad dialectal de el español rioplatense con la ll e y), porque deriva de un s palatalizado.[5]
4. El sonido ṅ /ŋ/ ocurre sólo antes de k, o en algunos grupos donde se ha eliminado una k entre consonantes. Es claramente fonémico porque también existen las secuencias nk y ñk (del síncope de una anterior ä entre ellas).